# Passage Rochebrune
Le passage Rochebrune est une voie du 11e arrondissement de Paris, en France.

## Situation et accès
Le passage Rochebrune est situé dans le 11e arrondissement de Paris. Il débute au 9, rue Rochebrune et se termine en impasse.

## Origine du nom
Elle porte le nom du colonel du 19e régiment de marche François de Rochebrune (1830-1871), tué à la bataille de Buzenval le 19 janvier 1871, en raison de sa proximité avec la rue éponyme.

## Historique
Cette voie est ouverte en 1872 et est classée dans la voirie parisienne par arrêté du 11 janvier 1966.
Le 8 mars 1918, durant la première Guerre mondiale, une bombe lancée d'un avion allemand explose au no 6 passage Rochebrune.